# Correo Literario y Mercantil
El Correo Literario y Mercantil fue un periódico publicado en Madrid entre 1828 y 1831. En 1829, cambió su cabecera a Correo, periódico literario y mercantil. Fue uno de los primeros periódicos que apareció a finales de la Década Ominosa (1823-1833), coincidiendo con una cierta apertura.
Fue fundado por el periodista y diplomático José María Carnerero. Comenzó su publicación el 14 de julio de 1828, con tres ediciones a la semana en números de cuatro páginas y a dos columnas. Publicaba información sobre toros, música, industria, comercio, modas, medicina, contenía críticas literarias y teatrales, artículos sobre historia y de divulgación, e informaciones de interés. En octubre de 1833 aumentó su frecuencia de aparición  a martes, miércoles, viernes y domingo. Desapareció el 3 de noviembre de 1833. En el plano político el periódico fue bastante complaciente con la monarquía de Fernando VII, ofreciendo información de la vida cortesana. El poeta y periodista Mariano José de Larra criticó el carácter de esta publicación en 1828, en El duende satírico del día. 
En su redacción intervinieron en algún momento periodistas y escritores como José María Carnerero, Julio López Peñalver, Manuel Bretón de los Herreros con artículos de costumbres, Ramón de Mesonero Romanos, Mariano de Rementería y Fica, Manuel Casal Aguado (Lucas Alemán), Serafín Estébanez Calderón, Manuel María Gutiérrez Beganige, Ángel Iznardi o Vicenta Maturana. 